# Rubén Valle
Rubén Ángel Valle (San Martín, Mendoza, 1966) es un periodista, poeta y narrador argentino.

## Trayectoria

### Biografía
Nació en San Martín, Mendoza, el 13 de febrero de 1966. Vivió algunos años de su infancia en Córdoba, pero pronto regresó a Mendoza. Ingresó a cursar sus estudios de periodismo en la Universidad Juan Agustín Maza, pero formó parte de una protesta de alumnos contra esa institución que determinó la creación, en 1985, de la carrera de Comunicación Social en la Universidad Nacional de Cuyo, de donde egresó como Licenciado en Comunicación Social.

### Periodista
Al tiempo que participaba de algunos programas radiales, lideró el área de Comunicación del PAMI en Mendoza. 
Luego ingresó como redactor de la revista mensual Primera Fila, hasta que, con la fundación en 1993 del Diario UNO de Mendoza, uno de los dos más importantes de Mendoza, comenzó su tarea como redactor del suplemento Revista, del que luego se convertiría en director.
Más tarde, accedió al cargo de Jefe de Noticias de ese mismo periódico, del que partió luego para una tarea análoga en diario Los Andes, entre 2008 y 2011. 
En 2012 ya regresaría a Diario UNO, primero como Prosecretario de Redacción, luego como Subdirector y, finalmente, como Director periodístico hasta febrero de 2017.
Actualmente se desempeña como editor en el diario digital MDZ, también de Mendoza.

### Poeta y difusor
En los años ’80, integró en Mendoza uno de los grupos poéticos más célebres de su tiempo: Las Malas Lenguas, con Patricia Rodón, Luis Ábrego, Teny Alós y Carlos Vallejo.
Más tarde, editaría la hoja literaria Tres Agujas y Tiburón Amarillo (con Fernando G. Toledo). Desde 1997 hasta principios del 2000, dirigió la colección de poesía La Mesita de Luz, para la editorial Diógenes.
Sus poemas fueron publicados en medios de la Argentina, México, Brasil, Chile, Colombia, España, Francia y Rumania.
Publicó varios libros de poemas. Placebos, de 2004, obtuvo el Premio Vendimia de esa edición (antes lo había ganado por un conjunto breve de poemas). En 2007, además su colección de poemas Bla ganó el primer premio del concurso literario de la Ciudad de Mendoza.
Además, integró las antologías de poesía Promiscuos & Promisorios, La ruptura del silencio, Martes literarios y Poesía en Tierra, del Centro Cultural de España en Buenos Aires.
A propósito de la edición de Tupé (Libros de Piedra Infinita, 2010), Luis Benítez escribió sobre su lírica: “La poesía de Valle es engañosamente simple en su expresión, dotada de una naturalidad que esconde el minucioso trabajo de orfebrería que la ha llevado a alcanzar ese lenguaje, que surge fluido y rico de sentidos, con una muy señalada capacidad de comunicación. Para el lector, el despliegue que hace Valle de este lenguaje capaz de comunicar complejas polisemias con tan remarcable naturalidad facilita el adentrarse en su cosmos propio, a la vez que elaborar una traducción de esos códigos e imágenes a la medida personal”.

### Narrador
Su obra en narrativa ha sido publicada exclusivamente en ediciones digitales. En 2013 publicó el libro de microrrelatos Desperté en el bosque después de haber soñado un bosque (2013), en 2015 hizo lo propio con La medida de lo posible, en 2020 editó Modo luciérnaga y en 2023, Cono del silencio.

## Libros

### Poesía
- Museo flúo. Ediciones Culturales de Mendoza, 1996.
- Los peligros del agua bendita. Editorial Diógenes, 1998.
- Jirafas sostienen el cielo. Libros de Piedra Infinita, 2003.
- Placebos. Ediciones Culturales de Mendoza, 2004.
- Tupé. Libros de Piedra Infinita, 2010.
- Grietas para huir. Libros de Piedra Infinita, 2013 (Ebook).
- Lo negro de la nieve & otros poemas así. Ediciones Literarte, 2018.
- La lengua del ahorcado. Ediciones Culturales, 2019
- Ojodrilos. Ediciones Peras del Olmo, 2021.

### Narrativa
- Desperté en el bosque después de haber soñado un bosque. Ebook Argentino, 2013.
- La medida de lo posible. Ebook Argentino, 2015.
- Modo luciérnaga. Ediciones Peras del Olmo, 2020.
- Cono del silencio. Ediciones Peras del Olmo, 2023.